# Kościół Najświętszej Maryi Panny Gwiazdy Morza w Świnoujściu
Kościół Najświętszej Maryi Panny Gwiazdy Morza w Świnoujściu – zabytkowy neogotycki kościół parafialny zbudowany w latach 1895–1896. Położony jest na wyspie Uznam, przy ul. Piastowskiej 11, w dekanacie Świnoujście, w archidiecezji szczecińsko-kamieńskiej. Pobudowany jako pierwsza w okolicach świątynia katolicka dla potrzeb licznych, na przełomie XIX/XX w. polskich robotników sezonowych .

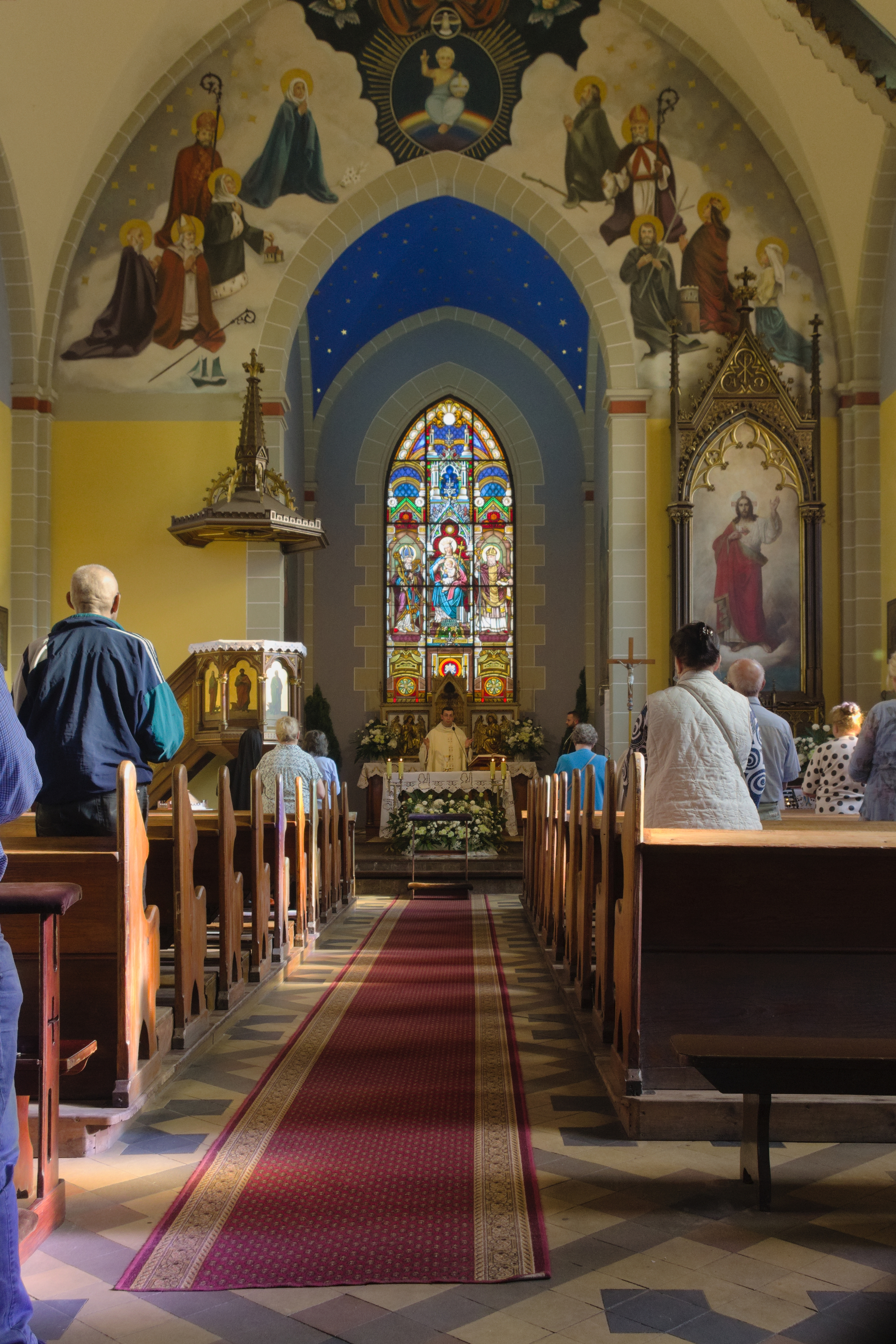
Wnętrze (2021)

## Historia
Kościół zbudowany został w latach 1895–1896 głównie z myślą o sezonowych robotnikach z Polski. Parafia została ustanowiona 31 sierpnia 1896 roku, a w tym samym czasie rozpoczęto prowadzenie ksiąg parafialnych. Kościół Najświętszej Maryi Panny Gwiazdy Morza poświęcono 22 lipca 1896 roku.

## Architektura
Neogotycki kościół zbudowany z cegły na rzucie prostokąta, z wydzielonym kwadratowym prezbiterium. Wieża wtopiona w bryłę kościoła, trzykondygnacyjna, blendowana, zwieńczona dwoma szczytami i hełmem. Hełm został zniszczony w czasie sztormu w 1967 roku i odbudowany w roku 2010.  
Od strony prezbiterium zakrystia. Dach kościoła dwuspadowy, szczyty schodkowane, profilowane i blendowane. Portal wejściowy w wimperdze z okazałą mozaiką przedstawiającą Matkę Bożą z Dzieciątkiem w łodzi na wzburzonym morzu, z napisem Ave Maris Stella (Witaj Gwiazdo Morza). Wewnątrz zachowało się katolickie wyposażenie kościoła. W ścianach świątyni znajdują się duże, zakończone ostrołukiem okna z witrażami.
Wnętrze kościoła jest sklepione; w prezbiterium, nad którym znajduje się duże witrażowe okno, umieszczono jasny, drewniany ołtarz z centralnym tabernakulum, które adorują figury aniołów. Z lewej strony prezbiterium znajduje się ambona z baldachimem, ozdobiona wizerunkami Czterech Ewangelistów. Obok ambony ustawiono figurę Matki Boskiej Fatimskiej. W bocznym ołtarzu widnieją obrazy Najświętszego Serca Jezusa i Matki Boskiej Nieustającej Pomocy.
W tylnej części kościoła znajduje się kaplica ludzi morza, z XIX-wiecznym witrażem przedstawiającym Matkę Boską z Dzieciątkiem. Wyposażenie świątyni obejmuje kamienną chrzcielnicę z drewnianą pokrywą, neogotyckie rzeźby na pilastrach oraz chóralną emporę z ośmiogłosowymi organami z 1903 roku. Na ścianach umieszczono stacje Drogi Krzyżowej, malowane na blasze.
W kościele dawniej znajdowała się drewniano-metalowa skarbona z około 1750 roku. Zaginęła ona w nieznanych okolicznościach pomiędzy rokiem 1974 a 1998. W grudniu 1974 roku znajdowała się jeszcze w kościele, natomiast jej brak stwierdzono dopiero podczas kontroli przeprowadzonej przez WKZ w Szczecinie w maju 1998 roku.